# Vesle Galdhøpiggen
Vesle Galdhøpiggen, ou Veslepiggen, est un sommet des Alpes scandinaves en Norvège proche du plus haut sommet de Scandinavie, le mont Galdhøpiggen, sur la commune de Lom. Culminant à 2 368 mètres d'altitude, le mont Veslepiggen est le sixième sommet le plus haut de Norvège.

## Toponymie
Le mot Vesle signifie petit, Vesle Galdøpiggen signifie donc le petit Galdøpiggen.